# Friedrich von Toggenburg
Friedrich Graf von Toggenburg (* 12. Juli 1866 in Bozen; † 8. März  1956 ebenda, von 1892 bis 1919 Graf) war Statthalter von Tirol und österreichischer Innenminister.

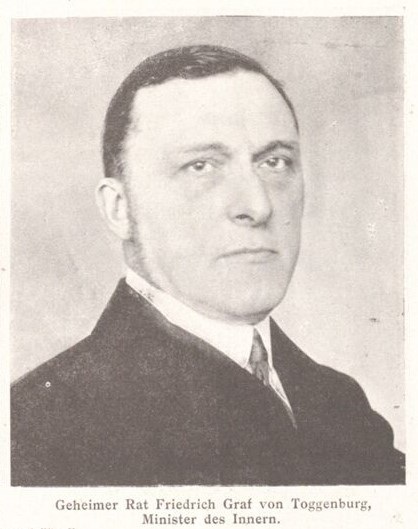
Friedrich Graf von Toggenburg (1913)

## Leben

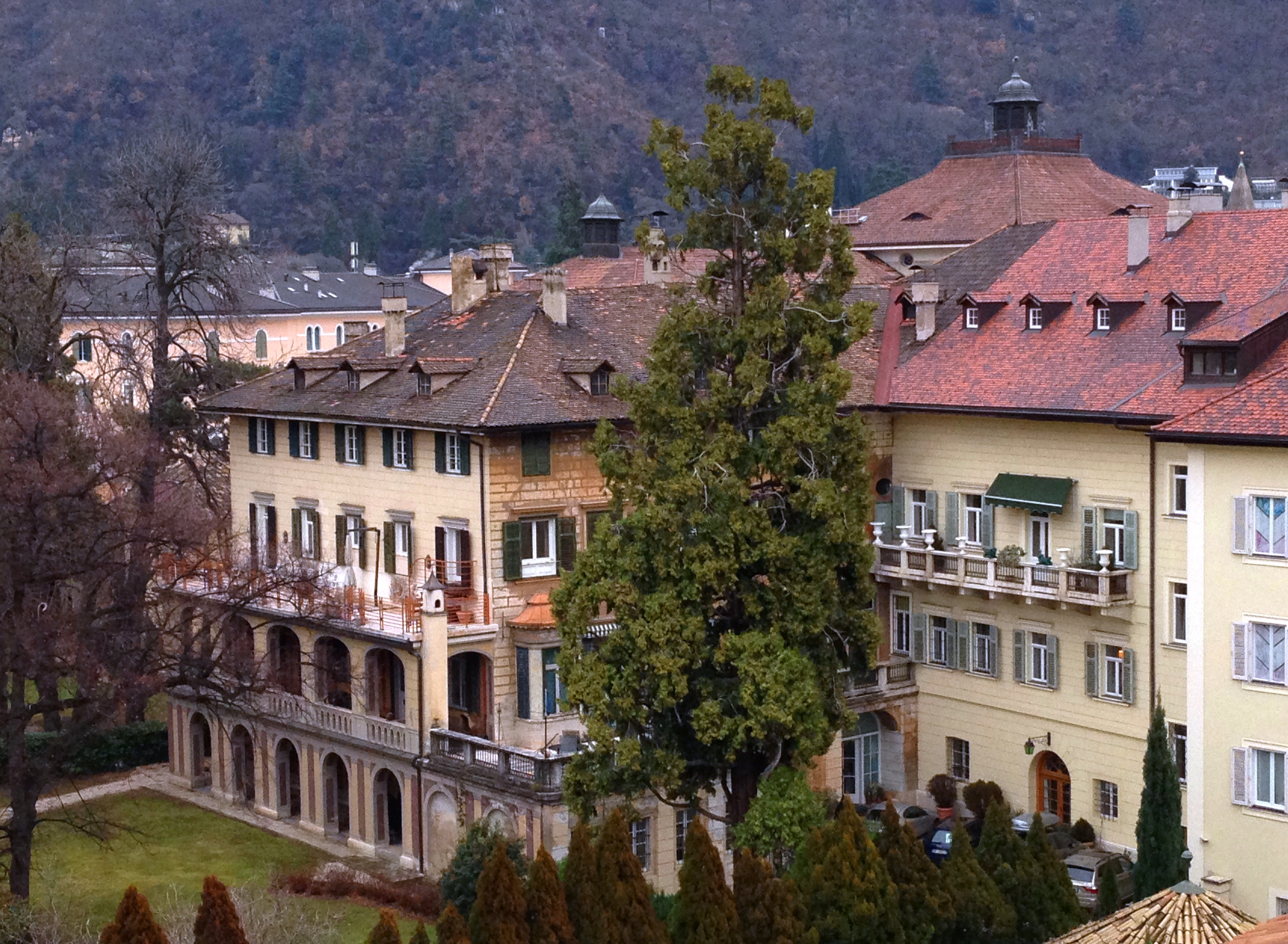
Toggenburgs Wohnsitz, das Palais Toggenburg in Bozen

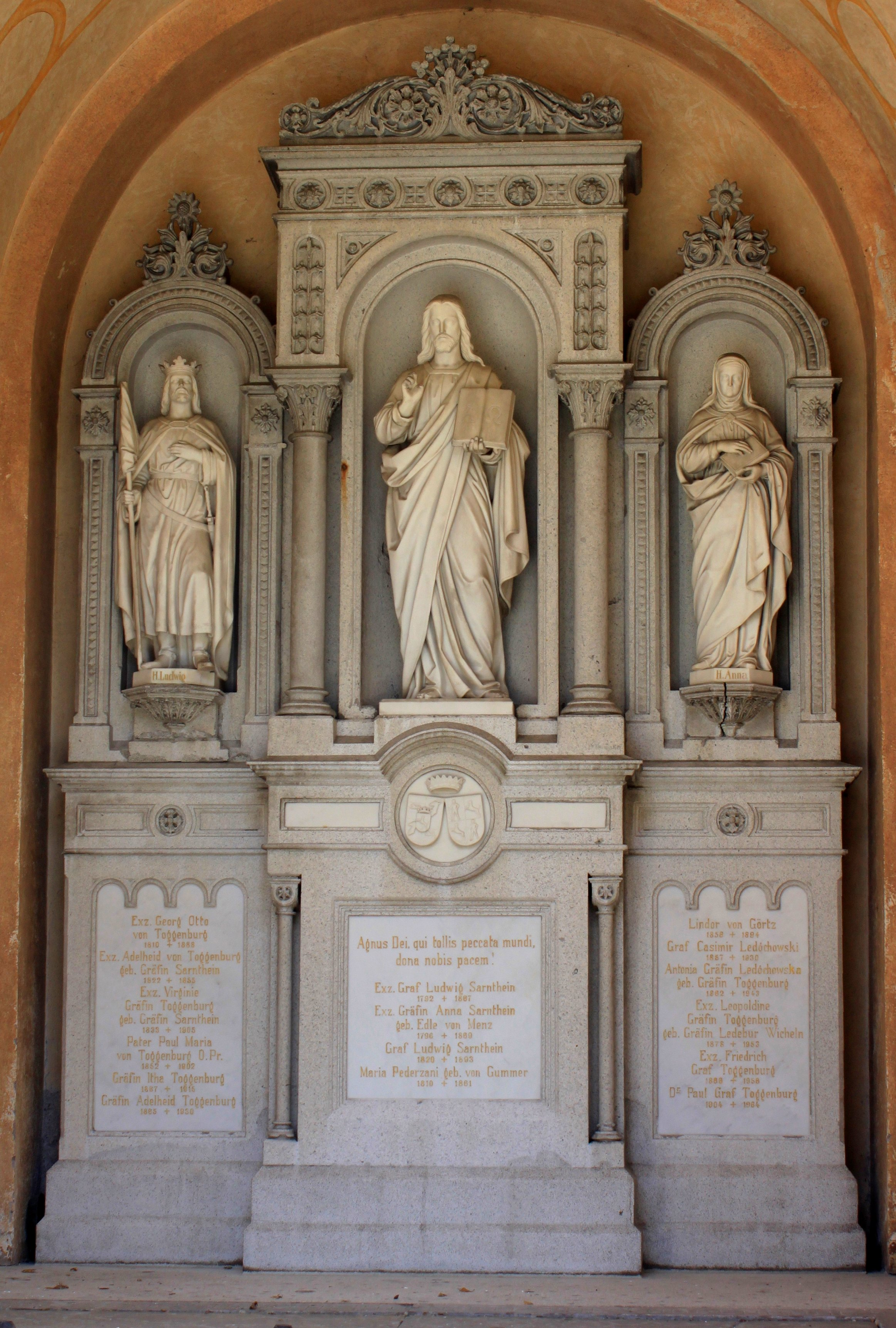
Sarnthein-Toggenburg'sche Familiengruft auf dem Bozener Friedhof

Friedrich wurde als Mitglied des Adelsgeschlechts der Toggenburger im Ansitz Gerstburg geboren, er war der älteste Sohn des Statthalters von Tirol und Lombardo-Venetiens Georg Ritter von Toggenburg und dessen zweiter Frau Maria von Sarnthein (1833–1905). Er maturierte 1884 am k. k. Staatsgymnasium in Bozen mit Auszeichnung und studierte Rechtswissenschaft an in- und ausländischen Universitäten.
Nach dem Militärdienst bei den k.u.k. Ulanen trat Toggenburg 1890 bei der Statthalterei in Innsbruck in den Staatsdienst ein. 1892 wurde er mit seiner Familie in den Grafenstand erhoben. Während er in Prag als Bezirkskommissar amtierte, heiratete er 1897 in Tellnitz Gräfin Leopoldine von Ledebur-Wicheln (1878–1953). Das Paar bekam sechs Töchter und zwei Söhne. Durch  „Allerhöchste Entschließung“ Kaiser Franz Josephs vom 9. Juli 1892 (Diplom zu Wien vom 10. September 1892) wurde ihm (und seinen Geschwistern, sowie ihrer Mutter Virginie, geb. Gräfin Sarnthein) der Grafenstand in Österreich als ein ausländischer unbeschränkt prävaliert. Zurück in Tirol, war er ab 1901 Bezirkshauptmann von Borgo Valsugana und anschließend von Trient. 1909 zog er sich aus gesundheitlichen Gründen zurück, auch um seine umfangreichen Güter in Südtirol zu verwalten.
Von 7. April 1913 bis Juli 1917 amtierte Toggenburg als Statthalter von Tirol und Vorarlberg. Im Ersten Weltkrieg, vor allem nach Kriegseintritt Italiens im Mai 1915 war aber nicht der Statthalter, sondern der Chef des Landesverteidigungskommandos Viktor Dankl der mächtigste Mann in Land. Die Zivilverwaltung war weitgehend entmachtet.
Am 21. Oktober 1916 saß er mit Ministerpräsident Karl Stürgkh im Restaurant des Hotels Meissl & Schadn in Wien, als dieser von Friedrich Adler erschossen wurde.
In der Zeit vom 24. Juni 1917 bis zum 11. Juli 1918 war Toggenburg Innenminister in der Regierung Seidler. Vom hochkonservativen Toggenburg erhoffte man sich, dass er als Neffe Franz Thuns bei den Tschechen Anklang finden würde. Er arbeitete im Auftrag Kaiser Karls I. an Entwürfen für nationale Autonomie, allerdings nur im Rahmen bestehender Kronländer. Die schweren Übergriffe der Armee auf die eigene Zivilbevölkerung zu Kriegsbeginn beurteilte er 1918 als einziger Regierungsvertreter öffentlich kritisch.
Mit Kriegsende wohnte Toggenburg wieder in Bozen. Nach dem Ende der Monarchie in Österreich-Ungarn wurde vom Parlament der Republik Deutschösterreich am 3. April 1919 die Aufhebung des Adels beschlossen. Infolge dieses Adelsaufhebungsgesetzes verloren auch die österreichischen Staatsbürger der Familie von Toggenburg das Recht zum Gebrauch ihrer Titel.
Nach der Abtretung Südtirols an Italien im Vertrag von Saint-Germain wurde Toggenburg  1921 als Mitglied des Deutschen Verbandes in die Abgeordnetenkammer des italienischen Parlaments gewählt. Von den Faschisten wurde er als ehemaliger Innenminister des Kriegsgegners heftig angefeindet, obgleich er selbst dem Faschismus als Regierungsform Sympathien entgegenbrachte, wie er in einem Interview mit dem Corriere della Sera vom 11. Mai 1921 – nur wenige Wochen  nach dem Bozner Blutsonntag – offen bekannte („Wenn ich Italiener wäre, wäre ich wahrscheinlich Faschist“). 1926 wurde der Deutsche Verband, wie alle anderen Parteien, von Benito Mussolini aufgelöst. Toggenburg widmete sich dem Obstanbau und wirkte in den Jahren 1932–1935 als Präsident der Bozener Sparkasse, bis er durch den faschistischen Kommissär Luigi Lojacono abgelöst wurde.
Bei der Option in Südtirol sprach er sich für seine italienische Staatsbürgerschaft aus, war also nicht bereit, Bozen zu verlassen und in das Deutsche Reich auszuwandern.
Friedrich Graf von Toggenburg und seine Eltern sind, ebenso wie seine Ehefrau Leopoldine (geb. Gräfin von Ledebur-Wicheln), in der gräflich Sarnthein-Toggenburg'schen Familiengruft auf dem Bozener Friedhof bestattet.